# Phenacemid
Phenacemid ist eine chemische Verbindung aus der Gruppe der Ureide.

## Geschichte
Die Synthese von Phenacemid wurde 1933 zuerst von Steward Basterfield beschrieben. Die antiepileptische Wirkungen bei Tieren wurde durch G. M. Everett und M. Zeifert 1949 veröffentlicht. Die Markteinführung erfolgte 1951.

## Gewinnung und Darstellung
Phenacemid kann durch Reaktion von 2-Phenylacetylchlorid mit Harnstoff synthetisiert werden.

## Verwendung
Phenacemid wirkt als Antikonvulsivum. Dieser 1949 vorgestellte Wirkstoff ähnelt dem Phenytoin, sein Gebrauch in der Behandlung der Epilepsie ist aufgrund der toxischen Wirkungen stark eingeschränkt. Besonders schwerwiegend sind Leberschäden.

## Regulierung
Über den Safe Drinking Water and Toxic Enforcement Act of 1986 besteht in Kalifornien seit dem 1. Juli 1990 eine Kennzeichnungspflicht für Produkte, die Phenacemid enthalten.

## Handelsnamen
- Phenurone